# Oxford
För andra betydelser, se Oxford (olika betydelser).
Oxford [ˈɒksfəd] är en stad i Oxfordshire i England, vid övre Themsen, 80 km nordväst om London. Orten har 160 021 invånare (2021).. Den är huvudort i distriktet City of Oxford. 
Oxford är främst känt för sitt universitet, University of Oxford, där undervisning bedrivits sedan omkring år 1096, men staden är även en betydande industristad med bland annat bilfabriker i stadsdelen Cowley, grafisk industri och bokförlag som Oxford University Press, grundat 1632. Oxfords domkyrka Christ Church Cathedral är säte för Oxfords stift inom Engelska kyrkan. 
Staden är känd som "de drömmande spirornas stad", ett uttryck myntat av poeten Matthew Arnold.

## Geografi

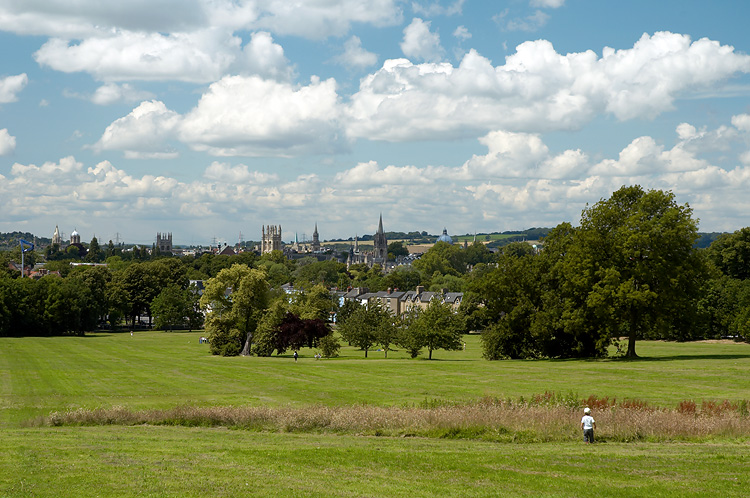
South Park i Oxford

Oxfords stadskärna domineras till stor del av den historiska universitetsbebyggelsen och omges av stora parkområden, med modernare stadsdelar i utkanten av staden. Traditionellt räknas korsningen Carfax som stadens centrumpunkt. Söder om Oxfords stadskärna rinner floden Themsen, som på sträckningen genom Oxford ofta kallas Isis, särskilt i akademiska sammanhang (från flodens latinska namn, Thamesis). Floden används flitigt för sport och rekreation av studenter och stadsbor och är känd som plats för akademisk rodd. Väster om innerstaden ansluter Oxfordkanalen, byggd på 1700-talet, till Themsen norrifrån. Öster om stadens centrum ansluter även floden Cherwell norrifrån till Themsen, omgiven av ängar och parkområden. 

### Stadsdelar
- Innerstaden, där Oxfords universitets historiska byggnader ligger.
- Blackbird Leys
- Cowley med Temple Cowley
- Iffley med Littlemore och Rose Hill
- Cutteslowe
- Headington med New Marston
- Jericho
- North Oxford med Park Town, Norham Manor och Walton Manor
- Osney
- Summertown med Sunnymead och Waterways
- Wolvercote

### Förorter utanför stadsgränsen
- Botley
- Cumnor Hill
- Dean Court
- North Hinksey

## Historia

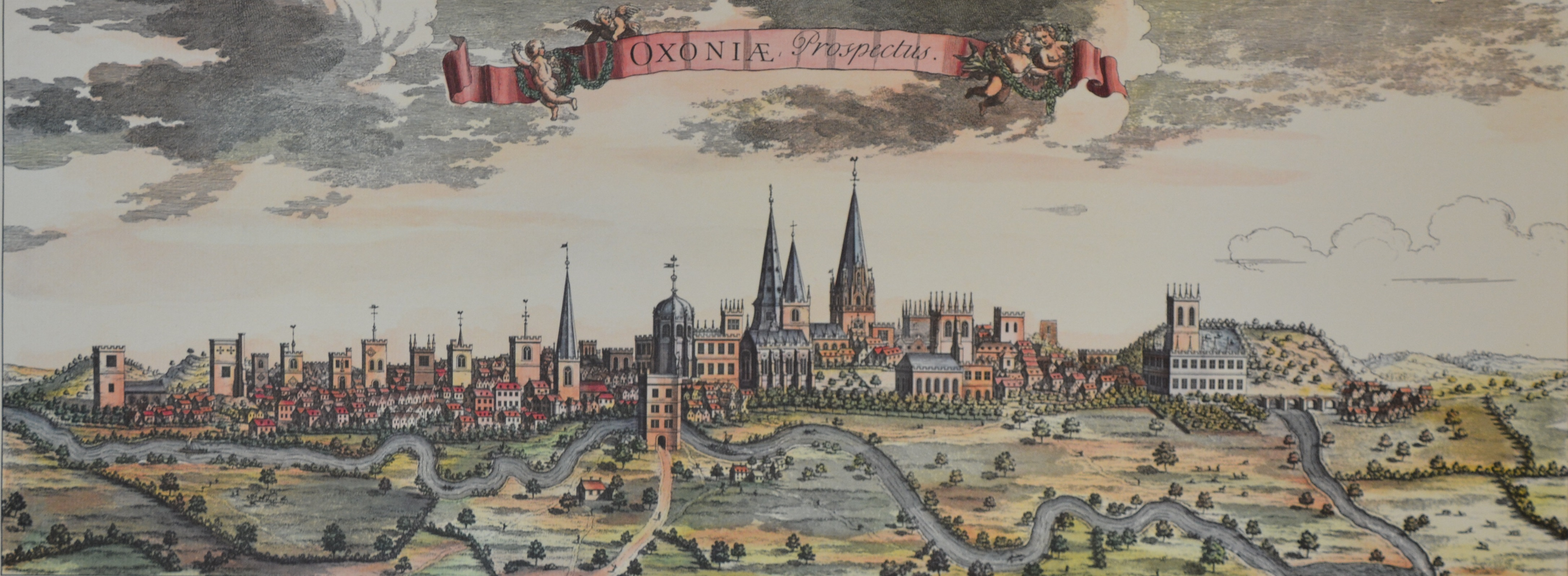
Oxford 1730

Platsen är bebodd sedan förhistorisk tid, och bronsåldersfynd har hittats i området. Omkring år 700 etablerade S:t Frithuswith ett nunnekloster vid Binsey några kilometer uppströms från nuvarande Oxford. Frithuswith är sedan medeltiden stadens och universitetets skyddshelgon. Klostret och helgonets reliker kom senare under medeltiden att flyttas till vad som idag är Christ Church och katedralen i Oxford. 
Staden grundades på sin nuvarande plats av saxare omkring år 900, och var först känd som Oxanforda. Namnet betyder "vadställe för oxar". Under 900-talet var staden gränsstad mellan kungadömena Mercia och Wessex och anfölls flera gånger av danerna. Staden drabbades svårt av den normandiska invasionen år 1066. Staden nämndes i Domedagsboken (Domesday Book) år 1086, och kallades då Oxeneford/juxta Oxeneford/juxta murum/Oxineford. Den nye länsherren Robert D'Oyly lät bygga det normandiska slottet, Oxford Castle, i sydvästra delen av dagens stadskärna. Slottet hade ett St George-kapell, där munkar, bland andra författaren Geoffrey av Monmouth verkade, och här skrev han 1139 verket De brittiska kungarnas historia, som behandlar legenderna om de brittiska kungarna under förnormandisk tid. 
Oxfords universitet har bedrivit undervisningsverksamhet sedan åtminstone år 1096 och omnämns för första gången under 1100-talet. Universitetet hade under sin tidiga historia sina huvudsakliga undervisnings- och administrationslokaler i och omkring S:ta Mariakyrkan, som fortfarande idag är officiell universitetskyrka. Lärare och studenter slöt sig också samman i formella sammanslutningar kring de hus där de bodde och verkade, ofta med hjälp av en rik grundare och beskyddare, och under mitten av 1200-talet grundades universitetets första college: University College (1249), Balliol College (1263) och Merton College (1264). 
Under universitetets tidiga år fanns tidvis starka konflikter mellan universitetet och stadsborna, och 1355 skedde ett större upplopp på S:a Scholastica-dagen då 63 studenter och ett 30-tal stadsbor dödades. Staden dömdes att betala en årlig bötessumma för varje dödad student och stadens borgmästare och rådsmedlemmar fick marschera barhuvade genom staden som straff, en tradition som höll i sig till år 1825 då borgmästaren slutligen vägrade att delta.
Oxford blev biskopssäte 1542 under den engelska reformationen genom beslut av Henrik VIII, från 1545 med den nuvarande Christ Church Cathedral som domkyrka.
Under engelska inbördeskriget var Oxford högkvarter för den rojalistiska sidan och Karl I hade sitt hov och rojalistiska parlament i staden.

## Kultur och sevärdheter
Oxford är en av de städer som format begreppet universitetsstad och den traditionella akademiska kulturen i den engelskspråkiga världen, och universitetet har med sina många historiska byggnader, lärare och studenter ett rikt studentliv (se vidare Oxfords universitet). Till stadens stora sevärdheter hör Oxford Castle, Christ Church-colleget från 1500-talet med katedralen i Oxford, samt Bodleian Library och Radcliffe Camera. Staden har också flera berömda museer, bland andra Ashmolean Museum och Oxford University Museum of Natural History. Bland mindre museer i Oxford märks exempelvis det vetenskapshistoriska Museum of the History of Science och The Story Museum som behandlar Oxfords och Storbritanniens rika berättartradition inom sagolitteraturen.
I stadskärnan ligger många traditionella butiker i Covered Market och vid huvudgatorna High Street och Broad Street, bland annat den berömda bokhandeln Blackwell's.

### Oxford i litteratur och film
Staden och universitetet har varit hemvist för författare som J.R.R. Tolkien, Iris Murdoch och Lewis Carroll och har dessutom skildrats i många litterära verk, exempelvis En förlorad värld (1945) av Evelyn Waugh. Tolkien och C.S. Lewis var under 1930- och 1940-talen medlemmar av den litterära diskussionsklubben The Inklings som samlades på puben The Eagle and Child. Gruppen hade stor betydelse för utvecklingen av den moderna fantasylitteraturen.
Oxfords historiska miljöer har ofta varit inspelningsplats för film och TV, bland annat för filmen Harry Potter och de vises sten och polisserierna Kommissarie Morse och Kommissarie Lewis som baserats på Colin Dexters litterära deckarfigurer.

### Musik
Som musikstad är Oxford känt som scen för klassisk musik och kyrkomusik, men även för modernare band som Radiohead och Foals.

### Sport
Inom sport är Oxford främst känt för sporter som förknippas med akademin, som akademisk rodd. Stadens främsta herrfotbollsklubb är Oxford United FC, som spelar i Football League One (2017). Den tidigare Oxfordstudenten Roger Bannister blev 1954 den förste att springa "drömmilen", en engelsk mil på under fyra minuter med officiell tidtagning, på Iffey Road-banan i Oxford.

## Utbildning
Två universitet har sina huvudcampus i Oxford: det gamla medeltida universitetet, University of Oxford, som satt sin prägel på den gamla stadskärnan, och Oxford Brookes University, grundat som Oxford School of Art 1865 och universitet sedan 1992. Brookes University har campus i stadsdelarna Headington och Harcourt Hill samt i förorten Wheatley och i Ferndale utanför Swindon.

## Näringsliv
I stadsdelen Cowley ligger Morris Motors gamla fabriksområde, där idag bilmärket Mini tillverkas av BMW. Oxford är också säte för förlaget Oxford University Press som ägs av Oxfords universitet, samt förlaget Wiley-Blackwells huvudkontor i Storbritannien och flera mindre förlag. Staden har dessutom flera högteknologi- och forskningsföretag med band till universitetet. Universitetets internationella rykte har också bidragit till att flera utbildningsföretag har sina huvudkontor här, bland andra EFL.

## Kommunikationer
Oxfords järnvägsstation ligger i västra utkanten av stadskärnan. Staden har järnvägsförbindelse till Paddington Station i London samt i riktning norrut mot Manchester, Birmingham och Edinburgh. Från Oxford går även en mindre regional linje mot Bicester.
Motorvägen M40 går förbi Oxford och sammanbinder staden med London och Birmingham samt Heathrow-flygplatsen. 
Omkring 11 km nordväst om Oxford ligger London Oxford Airport, som huvudsakligen används för flygutbildning och är hem för Oxford Aviation Academy, Europas största flygskola.

## Klimat
Kustklimat råder i trakten. Årsmedeltemperaturen i trakten är 9 °C. Den varmaste månaden är juli, då medeltemperaturen är 17 °C, och den kallaste är december, med 0 °C.
| \| J \| F \| M \| A \| M \| J \| J \| A \| S \| O \| N \| D \| \| 57 8 2 \| 43 8 2 \| 48 11 4 \| 49 14 5 \| 57 17 8 \| 48 20 11 \| 49 23 13 \| 57 22 13 \| 54 19 11 \| 70 15 8 \| 67 11 5 \| 63 8 2 \| \| Genomsnittlig temperatur i °C (max. och min.) \| \| \| \| \| \| \| \| \| \| \| \| \| Nederbörd i mm. Årsnederbörd: 659,7 mm. \| \| \| \| \| \| \| \| \| \| \| \| \| Källa: Met Office[5] \| \| \| \| \| \| \| \| \| \| \| \| |        |         |         |         |          |          |          |          |         |         |        |
| J | F      | M       | A       | M       | J        | J        | A        | S        | O       | N       | D      |
| 57 8 2 | 43 8 2 | 48 11 4 | 49 14 5 | 57 17 8 | 48 20 11 | 49 23 13 | 57 22 13 | 54 19 11 | 70 15 8 | 67 11 5 | 63 8 2 |
| Genomsnittlig temperatur i °C (max. och min.) |        |         |         |         |          |          |          |          |         |         |        |
| Nederbörd i mm. Årsnederbörd: 659,7 mm. |        |         |         |         |          |          |          |          |         |         |        |
| Källa: Met Office |        |         |         |         |          |          |          |          |         |         |        |

## Personer
Författarna J.R.R. Tolkien och C.S. Lewis, båda verksamma som professorer vid universitetet, bodde och verkade under många år i Oxford. Bland andra litterära celebriteter med band till staden märks Lewis Carroll, Oscar Wilde, Matthew Arnold, Percy Bysshe Shelley, Iris Murdoch, P.D. James och Colin Dexter. Det bor även skådespelare i Oxford som Orlando Bloom och Emma Watson.

## Vänorter
Oxford har följande vänorter:
- Bonn, Tyskland
- Grenoble, Frankrike
- León, Nicaragua
- Leiden, Nederländerna
- Perm, Ryssland